# クルパー - コレショヴィツェ線
クルパー - コレショヴィツェ線（チェコ語: Železniční trať Krupá–Kolešovice）は、チェコ国鉄の鉄道線の名称である。
1883年、ブシチェフラド鉄道の路線として開業した。臨時列車のみ運行していたが、2023年度は運行を予定していない。

## 運行形態
下記2列車が運行していた。
- コレショフカ号：ルジナー - クルパー - コレショヴィツェ　【夏季の土曜日運行】　　※シティレイル社による運行
旧型列車。一日3往復の運行（うち1往復はルジナー - クニェジェヴェス間のみの運行）。クルパー以東は124号線に直通する。各駅に停車する。
2020年以前は、全線にわたって一日2往復の運行であった。2021,22年度に一日3往復の運行となったが、2023年度は運行を予定していない。

- 過去の運行系統
  - 蒸気機関車：ルジナー - クルパー - コレショヴィツェ　　※チェコ鉄道による運行
2017年以前は、「ルジナー・チェコ鉄道博物館号」の愛称で、年2日、一日1往復運行していた。クルパー以東は124号線に直通していた。途中、クルパー、フラーシチャニ、クニェジェヴェスのみに停車していた。
2018年以降はフラーシチャニ通過で、2018年は年1日、2019年は年1日の運行であった。
2020年は、春から秋にかけて、コレショフカ号の運行しない日のうち年6日、一日2往復の運行となった。
2020年限りで休止。

## 駅一覧
以下では、クルパー - コレショヴィツェ線の駅と営業キロ、停車列車、接続路線などを一覧表で示す。
- 停車駅
  - ■印：全列車停車
  - ●印：一部通過

|                                | クルパー駅 | -    | 0.0 | ■ | 124号線（イルコフ方面、ルジナー方面） | 中央ボヘミア州 | ラコヴニーク郡 |
| オレシナー・ウ・ラコヴニーカ駅 | 5.0        | 5.0  | ■   |   |                                       | 中央ボヘミア州 | ラコヴニーク郡 |
| フラーシチャニ停留所           | 1.8        | 6.8  | ■   |   |                                       | 中央ボヘミア州 | ラコヴニーク郡 |
| クニェジェヴェス駅             | 2.3        | 9.1  | ■   |   |                                       | 中央ボヘミア州 | ラコヴニーク郡 |
| プルジーレピ駅                 | 0.5        | 9.6  | ■   |   |                                       | 中央ボヘミア州 | ラコヴニーク郡 |
| コレショヴィツェ駅             | 2.4        | 12.0 | ■   |   |                                       | 中央ボヘミア州 | ラコヴニーク郡 |